# Starships
"Starships"là một bài hát của rapper người Mỹ gốc Trinidad Nicki Minaj nằm trong album phòng thu thứ hai của cô, Pink Friday: Roman Reloaded (2012). Nó được phát hành vào ngày 14 tháng 2 năm 2012 như là đĩa đơn đầu tiên trích từ album bởi Young Money Entertainment, Cash Money Records và Universal Republic Records. Bài hát được đồng viết lời bởi Minaj, Wayne Hector, Bilal Hajji với những nhà sản xuất của nó RedOne, Carl Falk và Rami Yacoub, và họ cũng hợp tác với nữ rapper trong nhiều bản nhạc khác từ Pink Friday: Roman Reloaded. Ban đầu,"Va Va Voom"được chọn làm đĩa đơn chủ đạo cho album, nhưng sau khi thấy được tiềm năng của"Starships", Minaj và hãng đĩa của cô đã quyết định thay đổi kế hoạch trong phút chót và chọn bài hát như là đĩa đơn đầu tiên. Đây là một bản eurodance kết hợp với những yếu tố từ electropop mang nội dung đề cập đến việc thách thức những kỳ vọng và nhận ra tiềm năng của bản thân.
Sau khi phát hành,"Starships"nhận được những phản ứng tích cực từ các nhà phê bình âm nhạc, trong đó họ đánh giá cao giai điệu bắt tai và quá trình sản xuất nó, đồng thời so sánh với bài hát năm 2010 của Minaj"Super Bass"cũng như những tác phẩm của Britney Spears, Jennifer Lopez và Lady Gaga. Bài hát còn gặt hái nhiều giải thưởng và đề cử tại những lễ trao giải lớn, bao gồm đề cử tại giải thưởng âm nhạc Billboard năm 2013 cho Top Bài hát Dance."Starships"cũng tiếp nhận những thành công vượt trội về mặt thương mại, lọt vào top 10 ở nhiều quốc gia nó xuất hiện, bao gồm vươn đến top 5 ở những thị trường lớn như Úc, Canada, Đan Mạch, Phần Lan, Pháp, Ireland, Nhật Bản, Hà Lan, New Zealand, Na Uy, Thụy Điển, Thụy Sĩ và Vương quốc Anh. Tại Hoa Kỳ, nó đạt vị trí thứ năm trên bảng xếp hạng Billboard Hot 100, trở thành đĩa đơn thứ hai của Minaj vươn đến top 5 và là một trong những đĩa đơn trụ vững ở top 10 lâu nhất tại đây với 21 tuần.
Video ca nhạc cho"Starships"được đạo diễn bởi Anthony Mandler, trong đó bao gồm những cảnh Minaj vui vẻ trên bãi biển trước khi tham gia một bữa tiệc vào buổi tối. Nó đã nhận được nhiều lượt yêu cầu phát sóng liên tục trên những kênh truyền hình, như MTV, VH1 và BET, đồng thời chiến thắng một hạng mục tại giải Video âm nhạc của MTV năm 2012 cho Video xuất sắc nhất của nữ ca sĩ. Để quảng bá bài hát, nữ rapper đã trình diễn nó trên nhiều chương trình truyền hình và lễ trao giải lớn, bao gồm American Idol, The Ellen DeGeneres Show, Today và The Tonight Show with Jay Leno, cũng như trong nhiều chuyến lưu diễn của cô. Kể từ khi phát hành,"Starships"đã được hát lại và sử dụng làm nhạc mẫu bởi nhiều nghệ sĩ, như Pentatonix, Cody Simpson, Bart Baker, Madilyn Bailey, Megan Nicole và dàn diễn viên của Glee. Tính đến nay, nó đã bán được hơn 7.2 triệu bản trên toàn cầu, trở thành đĩa đơn bán chạy thứ bảy của năm 2012 cũng như là một trong những đĩa đơn bán chạy nhất mọi thời đại.

## Danh sách bài hát
Tải kĩ thuật số
1. "Starships"– 3:30

Đĩa CD
1. "Starships"– 3:30
2. "Stupid Hoe"– 3:16

## Xếp hạng
| Bảng xếp hạng (2012)                     | Vị trí cao nhất |
| ---------------------------------------- | --------------- |
| Úc (ARIA)                                | 2               |
| Áo (Ö3 Austria Top 40)                   | 26              |
| Bỉ (Ultratop 50 Flanders)                | 5               |
| Bỉ (Ultratop 50 Wallonia)                | 7               |
| Canada (Canadian Hot 100)                | 4               |
| Cộng hòa Séc (Rádio Top 100)             | 39              |
| Đan Mạch (Tracklisten)                   | 5               |
| Phần Lan (Suomen virallinen lista)       | 2               |
| Pháp (SNEP)                              | 5               |
| Đức (Official German Charts)             | 17              |
| Hungary (Rádiós Top 40)                  | 9               |
| Hungary (Dance Top 40)                   | 20              |
| Ireland (IRMA)                           | 2               |
| Ý (FIMI)                                 | 35              |
| Nhật Bản (Japan Hot 100)                 | 4               |
| Luxembourg (Billboard)                   | 10              |
| Mexico Phát thanh (Billboard)            | 20              |
| Hà Lan (Dutch Top 40)                    | 4               |
| Hà Lan (Single Top 100)                  | 5               |
| New Zealand (Recorded Music NZ)          | 2               |
| Na Uy (VG-lista)                         | 4               |
| Scotland (OCC)                           | 1               |
| Slovakia (Rádio Top 100)                 | 9               |
| Tây Ban Nha (PROMUSICAE)                 | 23              |
| Thụy Điển (Sverigetopplistan)            | 3               |
| Thụy Sĩ (Schweizer Hitparade)            | 5               |
| Anh Quốc (OCC)                           | 2               |
| Hoa Kỳ Billboard Hot 100                 | 5               |
| Hoa Kỳ Adult Pop Airplay (Billboard)     | 24              |
| Hoa Kỳ Dance Club Songs (Billboard)      | 2               |
| Hoa Kỳ Hot R&B/Hip-Hop Songs (Billboard) | 85              |
| Hoa Kỳ Hot Rap Songs (Billboard)         | 10              |
| Hoa Kỳ Latin Pop Songs (Billboard)       | 23              |
| Hoa Kỳ Pop Airplay (Billboard)           | 3               |
| Hoa Kỳ Rhythmic (Billboard)              | 3               |

| Bảng xếp hạng (2012)                 | Vị trí |
| ------------------------------------ | ------ |
| Australia (ARIA)                     | 6      |
| Australia Urban (ARIA)               | 3      |
| Belgium (Ultratop 50 Flanders)       | 17     |
| Belgium (Ultratop 50 Wallonia)       | 22     |
| Canada (Canadian Hot 100)            | 9      |
| Denmark (Tracklisten)                | 26     |
| France (SNEP)                        | 24     |
| Germany (Official German Charts)     | 78     |
| Hungary (Rádiós Top 40)              | 37     |
| Hungary (Dance Top 100)              | 72     |
| Ireland (IRMA)                       | 6      |
| Israel (Media Forest)                | 92     |
| Italy (FIMI)                         | 84     |
| Japan (Japan Hot 100)                | 37     |
| Netherlands (Dutch Top 40)           | 21     |
| Netherlands (Single Top 100)         | 25     |
| New Zealand (Recorded Music NZ)      | 4      |
| Sweden (Sverigetopplistan)           | 15     |
| Switzerland (Schweizer Hitparade)    | 28     |
| UK Singles (Official Charts Company) | 7      |
| US Billboard Hot 100                 | 9      |
| US Hot Dance Club Songs (Billboard)  | 28     |
| US Latin Pop Songs (Billboard)       | 49     |
| US Pop Songs (Billboard)             | 13     |
| US Rhythmic (Billboard)              | 12     |
| Worldwide (IFPI)                     | 7      |
| Bảng xếp hạng (2013)                 | Vị trí |
| Australia Urban (ARIA)               | 39     |

| Bảng xếp hạng                        | Vị trí |
| ------------------------------------ | ------ |
| UK Singles (Official Charts Company) | 184    |

## Chứng nhận
| Quốc gia | Chứng nhận  | Số đơn vị/doanh số chứng nhận |
| --- | ----------- | ----------------------------- |
| Úc (ARIA) | 7× Bạch kim | 490.000^                      |
| Bỉ (BEA) | Vàng        | 15.000*                       |
| Đan Mạch (IFPI Đan Mạch) | Vàng        | 15.000^                       |
| Pháp (SNEP) | —           | 103,200*                      |
| Đức (BVMI) | Vàng        | 250.000‡                      |
| Ý (FIMI) | Bạch kim    | 30.000‡                       |
| Nhật Bản (RIAJ) | Bạch kim    | 250.000^                      |
| New Zealand (RMNZ) | 2× Bạch kim | 30.000*                       |
| Na Uy (IFPI) | 3× Bạch kim | 30.000*                       |
| Hàn Quốc (Gaon Chart) | —           | 123,843                       |
| Thụy Điển (GLF) | 3× Bạch kim | 60.000‡                       |
| Thụy Sĩ (IFPI) | Bạch kim    | 30.000^                       |
| Anh Quốc (BPI) | 2× Bạch kim | 1.200.000‡                    |
| Hoa Kỳ (RIAA) | 6× Bạch kim | 6.000.000‡                    |
| Venezuela (APFV) | 2× Bạch kim | 20.000^                       |
| Streaming |             |                               |
| Đan Mạch (IFPI Đan Mạch) | 2× Bạch kim | 3.600.000^                    |
| * Chứng nhận dựa theo doanh số tiêu thụ. ^ Chứng nhận dựa theo doanh số nhập hàng. ‡ Chứng nhận dựa theo doanh số tiêu thụ và phát trực tuyến. |             |                               |

## Lịch sử phát hành
| Quốc gia       | Ngày                | Định dạng                   |
| -------------- | ------------------- | --------------------------- |
| Hoa Kỳ         | 14 tháng 2 năm 2012 | Phát thanh, Tải kĩ thuật số |
| Canada         | 14 tháng 2 năm 2012 | Tải kĩ thuật số             |
| Vương quốc Anh | 14 tháng 2 năm 2012 | Tải kĩ thuật số             |
| Ireland        | 14 tháng 2 năm 2012 | Tải kĩ thuật số             |
| Bỉ             | 15 tháng 2 năm 2012 | Tải kĩ thuật số             |
| Tây Ban Nha    | 15 tháng 2 năm 2012 | Tải kĩ thuật số             |
| Phần Lan       | 15 tháng 2 năm 2012 | Tải kĩ thuật số             |
| Ý              | 15 tháng 2 năm 2012 | Tải kĩ thuật số             |
| Luxembourg     | 15 tháng 2 năm 2012 | Tải kĩ thuật số             |
| Hà Lan         | 15 tháng 2 năm 2012 | Tải kĩ thuật số             |
| New Zealand    | 15 tháng 2 năm 2012 | Tải kĩ thuật số             |
| Na Uy          | 15 tháng 2 năm 2012 | Tải kĩ thuật số             |
| Áo             | 15 tháng 2 năm 2012 | Tải kĩ thuật số             |
| Bồ Đào Nha     | 15 tháng 2 năm 2012 | Tải kĩ thuật số             |
| Singapore      | 15 tháng 2 năm 2012 | Tải kĩ thuật số             |
| Hoa Kỳ         | 21 tháng 2 năm 2012 | Mainstream, Rhythmic radio  |
| Đức            | 6 tháng 4 năm 2012  | CD                          |